# Mount Ekblaw
Mount Ekblaw ist ein 1235 m hoher Berg im westantarktischen Marie-Byrd-Land. Er ragt 5 km östlich des Mount Van Valkenburg im östlichen Teil der zu den Ford Ranges gehörigen Clark Mountains auf.
Entdeckt wurde er bei Überflügen von der West Base bei der United States Antarctic Service Expedition (1939–1941). Benannt ist der Berg nach dem US-amerikanischen Geographen Walter Elmer Ekblaw (1882–1949) von der Clark University, Teilnehmer an der Crocker-Land-Expedition (1913–1917) zur Erkundung des vermeintlichen Crocker-Lands in der Arktis.